# Idaea phoenicoptera
Idaea phoenicoptera là một loài bướm đêm trong họ Geometridae.